# Pomacentrus komodoensis
 Pomacentrus komodoensis és una espècie de peix de la família dels pomacèntrids i de l'ordre dels perciformes.

## Morfologia
Els mascles poden assolir els 7,9 cm de longitud total.

## Distribució geogràfica
Es troba a les costes de l'illa de Komodo (Indonèsia).